# Noards
Noards település Franciaországban, Eure megyében. Lakosainak száma 61 fő (2022. január 1.). Noards Épreville-en-Lieuvin, Fresne-Cauverville, Heudreville-en-Lieuvin, Lieurey és Morainville-Jouveaux községekkel határos.

## Népesség
A település népességének változása:
| Lakosok száma | 71   | 63   | 53   | 65   | 56   | 57   | 54   | 55   | 54   | 61   |
|               | 1968 | 1982 | 1990 | 2006 | 2013 | 2015 | 2017 | 2019 | 2020 | 2022 |